# Aleš Avbelj
Aleš Avbelj, slovenski basist, skladatelj in aranžer, * 1969, Ljubljana, SFR Jugoslavija.
Avbelj je slovenski basist in aranžer, ki deluje v Big Bandu RTV Slovenija. Deluje tudi kot studijski glasbenik in aranžer. Sodeloval je pri snemanjih več kot 100 albumov različnih zvrsti od jazza do popularne glasbe.
Na Sazasu je registriranih 150 njegovih del.

## Kariera

### Zgodnja leta
Rodil se je leta 1969 v Ljubljani. V glasbeni šoli je začel igrati klarinet, ki ga je igral deset let, v srednji šoli pa je nato začel igrati kontrabas. "Ko sem kot otrok poslušal plošče sem vedno bolj bil pozoren na base in ritem sekcijo", je o svojem zgodnjem obdobju dejal Avbelj. "Končalo se je tako, da me je na koncu profesor vprašal 'Imaš doma bas?', rekel sem 'Nimam', on pa je rekel 'Ti boš pri meni bas igral'. Potem sem igral pri njemu v njegovem narodnozabavnem ansamblu, ki ga je imel, hkrati pa sem se začel spogledovati z basi različnih okolij in žanrov." V tistem času je veliko poslušal takratni Plesni orkester RTV Ljubljana in bas parte s plošč znal na pamet.

### Big Band
Leta 1994 se je pridružil Greentown Jazz Bandu, s katerim je gostoval po vsem svetu. Kmalu pa je začel honorarno sodelovati z Big Bandom RTV Slovenija. "Poklicali so me za en koncert v Gorici, dobil sem en cel kup not za preštudirat, vaji sta bili dve, nato sem prišel, to odigral in to je bilo to," se svojega prvega sodelovanja z Big Bandom spominja Avbelj. "Potem so se ti klici začeli vrstiti, eno leto sem še honorarno igral, preden sem zapustil službo in se leta 1997 zaposlil v Big Bandu." Eden izmed koncertov, ki mu je najbolj ostal v spominu pa je bil koncert, ko je Big Band gostil dirigenta in Privškovega učitelja na Berkleeju, Herba Pomeroyja. Na tem koncertu pa je bil Avbelj zelo živčen, ker mu je, eno uro pred koncertom, selektor festivala, Tone Janša dejal, da kvartet Jamesa Morrisona, ki je imel naslednji večer koncert, nima basista. V igri je bil še en basist iz Avstrije, Morrisonovega agenta pa je zanimala le starost obeh. Morrison se je nato odločil za mlajšega Avblja. Avbelj je poskušal odkloniti, vendar so ga kasneje prepričali, da bo zmogel. Avbelj je o koncertu dejal: "Na koncu se je izkazalo, da le ni bilo tako hudo, čeprav me je bilo tam izredno strah. Ko je bilo konec so potem vsi 'planili' po meni. Petar Ugrin me je tako objel, da sem se skoraj zadušil." 
Kot glasbenik je sodeloval s številnimi domačimi in tujimi jazzovskimi izvajalci, kot so Petar Ugrin, Peter Mihelič, Renato Chicco, Dominik Krajnčan, Primož Grašič, Alenka Godec, Eva Hren, New Swing Quartet, James Morrison, Lee Harper, Duško Gojković, Gregory Hutchinson, David Gazarov, Ed Neumeister, Roseanna Vitro, Hector Martignon, Simfonični orkester RTV Slovenija, orkester Mariborske opere in baleta, Policijski pihalni orkester, Orkester Ruske filharmonije, Irena Grafenauer, Herb Pomeroy, Fritz Pauer, Jerry van Roojeen, Walter Proost, Maria Schneider, Mathias Ruegg, Mike Westbrook, Bobby Shew, Michael Abene, Gary Burton, Ed Partyka, Bill Holman, Diane Shuur, Bob Mintzer, John Riley, ... Ukvarja se tudi z aranžerstvom in je eden najboljših aranžerjev na Slovenskem, piše tako za manjše zasedbe kot za Revijski orkester RTV Slovenija.

## Izbrana diskografija

### Big Band
- Zlata šestdeseta slovenske popevke (1997)
- Big Band RTV SLO  & Anika Horvat: Ura brez kazalcev (1998)
- Milko Lazar & Big Band RTV SLO: Hunski hrbti (1999)
- Primož Grašič & Big Band RTV SLO: Moja želja (2000)
- Big Band RTV SLO & Milko Lazar: Koncert za klavir in jazzovski orkester (2001)
- Big Band RTV SLO & Boško Petrović: Round midnight (2002)
- Alenka Godec & Big Band RTV SLO: Vse ob pravem času (2002)
- Vesela jesen 2002 (2002)
- Big Band RTV SLO & Janez Gregorc: Hiša zvoka (2003)
- Matej Grahek & Big Band RTV SLO: Night Birds (2003)
- Big Band RTV SLO & Emil Spruk: Without Return (2004)
- Vesela jesen 2004 (2004)
- Big Band RTV SLO & Mia Žnidarič: Preblizu predaleč (2005)
- Big Band RTV SLO & Elda Viler: Jubilej (2005)
- Vesela jesen 2005 (2005)
- 60 let (2005)
- Vesela jesen 2006 (2006)
- Hippy Christmas (2006)
- Big Band RTV SLO  & Anika Horvat: Nihče ne ve (2007)
- Vesela jesen 2007 (2007)
- Big Band RTV SLO & Eva Hren: Etno (2008)
- Vesela jesen 2008 (2008)
- Big Band RTV SLO & Uroš Perić: All Of Me (2008)
- Lucienne Lončina & Big Band RTV SLO: Lucienne & Big Band RTV SLO (2009)
- Festival narečnih popevk 2009 (2009)
- Big Band RTVSLO & Alenka Godec: Hippy Christmas Vol.II (2009)
- Big Band RTVSLO & Jani Kovačič: Cerberus hotel Jazzitete (2010)
- Festival narečnih popevk 2010 (2010)
- Big Band RTVSLO & Mia Žnidarič: Love You Madly (2010)
- Big Band RTVSLO, Uroš Perić & Friends: Uroš Perić & Friends (2010)
- Big Band RTVSLO feat. Peter Erskine & Traja Brizani: Imer Traja Brizani (2011)
- Festival narečnih popevk 2011 (2011)
- Big Band RTVSLO dir. Tadej Tomšič: re:start (2011)

### Ostalo
- Greentown Jazz Band: Bei mir bist du schoen (1997)
- Greentown Jazz Band: Happy Years (1998)
- New Swing Quartet: I saw the light (1998)
- Ratko Divjak: Caravan (1998)
- Različni: Slovenska popevka 1998 (1998)
- Dominik Krajnčan Quartet: Bab'n'Gabn (1999)
- Renato Chicco & String.si & Alenka Godec: Sentimental Journey (1999)
- Petar Ugrin Quintet: Ozri se v gnevu (2000)
- Swing group Slovenia & friends: Bled, naš lepi Bled (2000)
- Različni: Slovenska popevka 2001 (2001)
- Nada in Dečo Žgur: Nič ni nemogoče (2002)
- Perpetuum Jazzile: Pozabi ta se ti mudi (2003)
- Različni: Slovenska popevka 2003 (2003)
- Renato Chicco & Strings.si & Alenka Godec: Over the Rainbow (2003)
- Romana Krajnčan: Nekaj je v zraku (2004)
- Vitalij Osmačko & Ruski filharmonični orkester: Svetloba v žitu (2004)
- Različni: Zimska pravljica (2004)
- Različni: Slovenska popevka 2004 (2004)
- Različni: Slovenska popevka 2005 (2005)
- Andrej Zupan: Pocket Music (2005)
- Simfonični orkester RTV Slovenija (dir. Walter Proost): Jože Privšek: Čas pred svitom (2005)
- Različni: Slovenski šanson 2005 (2005)
- Kaliopi: Rodjeni (1988)
- Eva Hren: Vzhod zahod (2006)
- Zoran Škrinjar: The Magic Voice Of Miss Mysrerious (2006)
- Perpetuum Jazzile: Čudna noč (2006)
- Različni: Slovenska popevka 2006 (2006)
- Oto Pestner & Academia Sancti Petri: Božič / Christmas (2006)
- Različni: Slovenska popevka 2007 (2007)
- Različni: Slovenska popevka 2008 (2008)
- Nada in Dečo Žgur: Alfa in Omega (2008)
- Darja Švajger: Moji obrazi (2008)
- Elda Viler: Rajska ptica (2009)
- Različni: Slovenska popevka 2009 (2009)
- Dan D & Simfonični orkester RTVSLO: Dan 202 (2009)
- Perpetuum Jazzile: Xtravaganzza 2008 (2009)
- Aleš Rendla: AR Tales (2010)
- Različni: Slovenska popevka 2010 (2010)
- Različni: Festival SLO Sansona 2010 (2010)
- European Jazz Orchestra 2010 (2011)
- Različni: Slovenska popevka 2011 (2011)
- Uroš Perry Perić: Genius Lives On (2011)
- Različni: Slovenska popevka 2012 (2012)